# Об'єкт 685
Об'єкт 685 — радянський дослідний десантований легкий плавучий танк. Розробка Курганського «СКБМ».Серійно не вироблявся.
Дослідний легкий плавучий танк, розроблений в 1975 році в Курганському конструкторському бюро під керівництвом Благонравова О. О. На озброєння не прийнятий і серійно не вироблявся. Всі напрацювання з цього танку були згодом використані при проектуванні «Об'єкту 688» (БМП-3).

## Історія створення
У 1972 році на замовлення ГАБТУ на Курганський машинобудівний завод надійшло замовлення про виготовлення на конкурсній основі нового легкого танка. Танк призначався для заміни застарілого на той час ПТ-76. Роботи велися на конкурсній основі паралельно з танками Об'єкт 788 і Об'єкт 934. Дослідні зразки машини було продемонстровано А. Х. Бабаджаняну і М.М. Павлову, однак подальші роботи по машині були зупинені.

## Опис конструкції
Об'єкт 685 сконструйований за класичною компонувальною схемою. Танк мав кондиціонер, систему колективного захисту від вражаючих факторів і обладнання для самообкопування. Також танк був пристосований до десантування парашутним способом. 

### Броньовий корпус і башта
Корпус і башта виготовлялися з листів легкого броньового титанового сплаву. Лобова броня танка витримувала 23 мм снаряди.

### Озброєння
Як основне озброєння використовувалася 100 мм нарізна гармата 2А48—1, яка оснащувалася гідравлічним стабілізатором і автоматом заряджання. Боєкомплект складався з 40 пострілів. Як додаткове озброєння був встановлений 7,62-мм кулемет ККТ з боєкомплектом 2000 патронів. Крім нього в машині були розміщені 4 ПЗРК «Стріла-2», для протидії повітряним цілям.
Так само на машині були встановлені 8 гранатометів системи постановки димової завіси 902У «Туча», для стрільби 81 мм димовими гранатами.

### Двигун і трансмісія
Як основний двигун використовувався багатопаливний двигун 2В—06—2 з проміжним охолодженням повітря і газотурбінним наддувом. Механічна трансмісія і двигун являли собою єдиний блок. Більшість вузлів були уніфіковані з БМП-1.

### Ходова частина
Шасі мало оригінальну конструкцію, підвіска була торсіонна з встановленими телескопічними гідроамортизаторами на 1, 2 і 6 котках. Для запобігання скидання гусениць при повороті танка, на провідному колесі був встановлений обмежувальний диск.
Для руху по воді в корпусі шасі було два водометних рушія.

## Машини на базі
На базі об'єкту 685 були створені:
- Об'єкт 688 — радянська дослідна бойова машина піхоти
- БМП-3 — бойова броньована плазунова машина, призначена для транспортування особового складу до переднього краю, підвищення його мобільності, озброєності та захищеності на полі бою в умовах застосування ядерної зброї і спільних дій з танками в бою.

## Екземпляри які збереглися
На даний час (2010 рік) зберігся екземпляр знаходиться в Танковому музеї в місті Кубинка.